# Kortenberglaan
De Kortenberglaan (Frans: Avenue de Cortenbergh) is een rechtlijnige straat in de Belgische hoofdstad Brussel, in het oosten van de wijk van de Squares.

## Beschrijving
De Kortenberglaan vertrekt in noordoostelijke richting vanaf het Schumanplein en loopt tot de kruising met de Notelaarsstraat op het Jamblinne de Meuxplein, bij de grens met de gemeente Schaarbeek. Vanaf daar heet de straat de Roodebeeklaan, die ongeveer een kilometer verderop kruist met de Reyerslaan, bij het metrostation Diamant. Daar begint ook de autosnelweg E40, die met de Belliardstraat in de Leopoldswijk is verbonden via de in 1977 aangelegde Kortenbergtunnel, die onder de Kortenberg- en Roodebeeklaan loopt.
Het verkeer in de Kortenberglaan, die deel uitmaakt van de N23, verloopt in beide richtingen, behalve het laatste stuk tussen het Schumanplein en de Renaissancelaan, dat is voorbehouden voor het verkeer dat de stad binnenrijdt. Langs de Kortenberglaan liggen onder meer de Koninklijke Militaire School, de Grote Moskee van Brussel en de ambassade van het Koninkrijk der Nederlanden.

## Oorsprong van de naam
De Kortenberglaan werd samen met de Oudergemselaan aangelegd tussen 1855 en 1857 om de Wetstraat met respectievelijk de Leuvensesteenweg en de Waversesteenweg te verbinden. De straat werd vernoemd naar het Charter van Kortenberg, een in 1312 opgestelde oorkonde die de eerste burgerlijke vrijheden vastlegde in het Hertogdom Brabant.
Bij de toekenning van de naam werd er rekening mee gehouden dat in het verlengde van de Kortenberglaan, ongeveer 13 kilometer verderop, de gemeente Kortenberg ligt.